# Emily Thomey

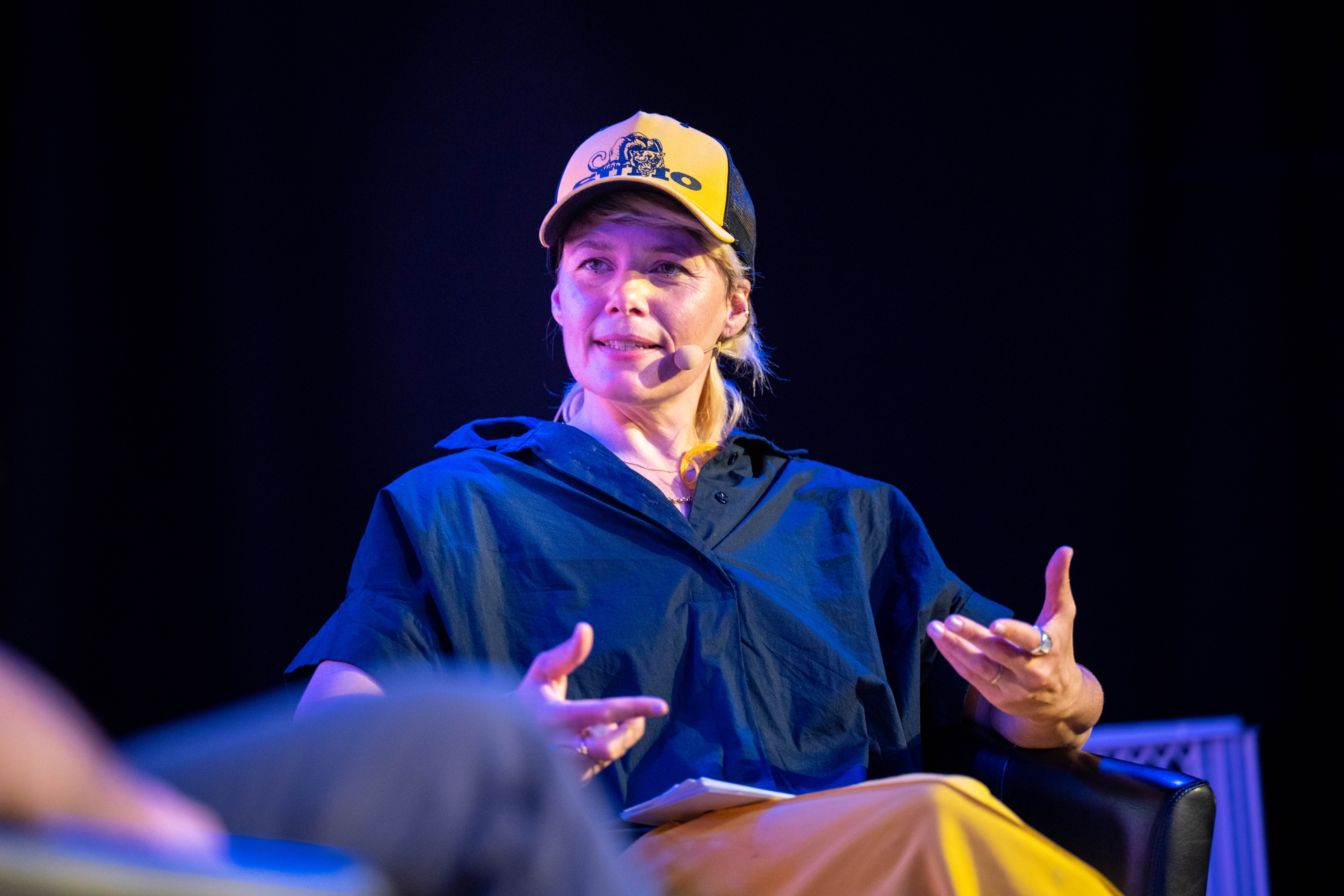
Emily Thomey (2023)

Emily Thomey (* 1981 in Maria-Veen) ist eine deutsch-kanadische Kulturjournalistin.

## Leben
Emily Thomey studierte Theater-, Film- und Fernsehwissenschaft, Kunstgeschichte und Anglistik an der Universität zu Köln und der Universität Paris III, sowie Kulturjournalismus an der Universität der Künste in Berlin.
Thomey lebt in Berlin.

## Karriere/Arbeit
Als Radiojournalistin begann Emily Thomey bei Kölncampus, dem Kölner Studentenradio. Parallel arbeitete sie als Festivalleiterin drei Jahre lang für das Tanztheaterfestival TanzRäume in Hagen mit regionalen Newcomern sowie international bekannten Künstlern. Bei dem Kunstvermittlungsprogramm kunst:dialoge im Museum Ludwig in Köln war sie als Tutorin tätig und gründete den Verein jungekunstfreunde mit, der ein spezielles Museumsprogramm für Studenten und junge Eltern gestaltet.
Seit 2005 ist sie freie Autorin, Reporterin und Podcasterin, vorrangig für den öffentlich-rechtlichen Rundfunk. Sie war sieben Jahre lang freie Mitarbeiterin in der Musikredaktion von WDR Cosmo (ehemals Funkhaus Europa) und arbeitet mittlerweile vor allem im Wortprogramm von WDR Cosmo, WDR 5 und Deutschlandfunk Kultur.
In der Zusammenarbeit mit dem Unternehmen TheDive hat Emily Thomey das Hörbuch+ mitkonzipiert und produziert, das auf Frederic Lalouxs Buch „Reinventing Organizations“ aufbaut. Außerdem hat sie das Wirtschaftsmagazin Neue Narrative mitbegründet.
2020 produzierte sie das Radiofeature „Die Mutterschaftsfrage“ für Deutschlandfunk Kultur – eine persönliche Auseinandersetzung mit der Entscheidung als Frau, Kinder zu wollen oder nicht. Derzeit bewegt sie sich vor allem in pop- und subkulturellen Themen, bespricht Serien, Dokumentationen oder Filme aus dem Netz für sämtliche Radiowellen, moderiert den Kulturpodcast „Lakonisch Elegant“ über aktuelle Kultur-Themen und den WDR-Cosmo-Serienpodcast „Glotz und Gloria“. 2020/21 diskutierte sie in der TV-Talkshow SERIöS für ARD One gemeinsam mit Sarah Kuttner, Hanna Huge und Robert Hofmann über aktuelle Serien.